# Xuanzhong-Tempel
Der Xuanzhong-Tempel (chinesisch 玄中寺, Pinyin Xuánzhōng Sì, englisch Xuanzhong Temple) ist ein buddhistischer Tempel im Nordwesten von Jiaocheng in der chinesischen Provinz Shanxi. Er liegt im Gebirge Shibi Shan 石壁山, ca. 70 Kilometer von Taiyuan und ist auch unter den Namen Shibi-Tempel (Shíbì Sì 石壁寺) und Yongning-Tempel (Yǒngníng Sì 永宁寺) bekannt. Mit seinem Bau wurde 472 in der Zeit der Nördlichen Wei-Dynastie (386–534) begonnen. Es ist die  Ursprungsstätte der chinesischen Schule des Reinen Landes (und damit des späteren japanischen Amitabha-Buddhismus), der Meister Tanluan 昙鸾, Daochuo 道绰 und Shandao 善导 angehörten. Der Tempel ist einer der Nationalen Schwerpunkttempel des Buddhismus in han-chinesischen Gebieten.